# Sadykierz (Pułtusk)
Pour les articles homonymes, voir Sadykierz.
Sadykierz (prononciation : [saˈdɨkʲɛʂ]) est un village polonais de la gmina d'Obryte dans le powiat de Pułtusk de la voïvodie de Mazovie dans le centre-est de la Pologne.
Il se situe à environ 4 kilomètres au sud-est d'Obryte (siège de la gmina), 15 kilomètres à l'est de Pułtusk (siège du powiat) et à 58 kilomètres au nord de Varsovie (capitale de la Pologne).
Le village compte approximativement une population de 258 habitants en 2006.

## Histoire
De 1975 à 1998, le village appartenait administrativement à la voïvodie d'Ostrołęka.